# 白石區
白石區（日语：／ Shiroishi ku */?）是位于札幌市東部的一個区。
白石的名稱源自仙台藩白石領（現在的宮城縣白石市），在戊辰戰爭後，戰敗的白石領藩士在1871年11月開始來到此地進行開墾，此地便命名為「白石村」，在併入札幌市後，延續使用著「白石」的名稱。

## 歷史
1871年11月，來自白石領的藩士約600人來到此地進行開墾，先後建立白石村及上白石村，也成為現在白石區的主要範圍。

### 年表
- 1902年4月1日：白石村和上白石村合併為白石村，並成為北海道二級村。
- 1910年：上白石村（現在的菊水地區）的部分地區被併入札幌區（現在的札幌市），成為札幌區白石町。
- 1932年6月1日：白石村成為北海道一級村。
- 1950年7月1日：白石村被併入札幌市。
- 1972年4月1日：札幌市成為政令指定都市，同時設置白石區。
- 1989年11月6日：區內的厚別地區分割另成立厚別區。